# Simon Townshend
Simon Townshend (Chiswick, 10 ottobre 1960) è un chitarrista, compositore e cantante britannico.
È il fratello minore del più noto chitarrista dei The Who, Pete Townshend. Con la band del fratello ha collaborato in tour come chitarrista ritmico e voce, nel Quadrophenia Tour 1996 - 1997.  Dal 2004 al 2008 ha iniziato a collaborare con un altro gruppo, i Casbah Club. Nel 2006 ha collaborato alla registrazione dell'ultimo album degli Who, Endless Wire.
È sposato con Janie Townshend; egli possiede inoltre un'etichetta musicale propria, la Stir Music.

## Discografia solista
- Sweet Sound (1983, Polydor)
- Moving Target (1985, Polydor)
- Among Us  (1996, Rising Records)
- Animal Soup (1999, Stir)
- Venustraphobia as Casbah Club (2006, Stir)
- Looking Out Looking In (2012, Eagle Rock Entertainment)
- Denial (2014, Stir)

## Strumentazione
Simon possiede una chitarra elettrica Fender Stratocaster con pick-up P-90.